# Alwalkeria
Alwalkeria ("de A. Walker") é um gênero de dinossauro saurísquio basal, próximo ao Eoraptor, que viveu no final do Triássico há cerca de 220 milhões de anos, durante o Carniano, no atual subcontinente indiano. Os restos do Alwalkeria foram recuperados da Formação Maleri em Andhra Pradesh, na Índia. Da mesma formação do Triássico Superior é conhecido material de um prossaurópode que ainda não tem nome.